# Nakamura Teii
Nakamura Teii (中村貞以) (de son vrai prénom : Kiyosada (清貞) ; né le 23 juillet 1900 à Osaka ; mort le 12 mars 1982) est un peintre japonais nihonga de la période Shōwa.

## Vie et œuvre
Nakamura perd l'usage des doigts de ses deux mains à cause de brûlures pendant son enfance, et il doit tenir son pinceau des deux mains, une méthode appelée gasshō (ou « pose du priant »),,. Il est initié à la peinture par l'artiste ukiyo-e Hasegawa Sadanobu. À partir de 1919, il suit les cours de Kitano Tsunetomi (1880-1947). Il est aussi influencé par Yokoyama Taikan.
Mais la recherche de Teii vers un style de peinture réaliste l'éloigne de la peinture traditionnelle de belles femmes (bijin-ga). Il reçoit son premier prix lors de la 10e Exposition Inten (c'est-à-dire la série d'expositions du Nihon Bijutsuin) en 1922. Les années suivantes, il continue à soumettre des œuvres à l'Inten. En 1928, il épouse Takahashi Chiyoko, une disciple de Shima Seien. En 1931, il est à Berlin pour l'exposition de peintures japonaises. En 1932, il reçoit le Grand Prix du Nihon Bijutsuin, et en 1936, il en devient finalement membre. 
Il ouvre son école, Shundei-kai, en 1934. On peut compter Kumi Sugaï parmi ses étudiants.
Une série de peintures de guerre de Nakamura datant des dernières années de la guerre du Pacifique est exposée au Musée national d'Art moderne de Tokyo.
Il reçoit le Grand Prix du Ministre de la Culture en 1960 et celui de l'Académie japonaise des arts en 1966. Ses chefs-d'œuvre sont Sōryō (爽涼, Rafraîchissement, 1956) au Musée national d'Art moderne de Tokyo et Shamuneko to seii no onna (シャム猫と青衣の女, Femme en bleu avec un chat siamois, 1965) à l'Académie japonaise des arts.